# Gelence község
Gelence község (románul: Comuna Ghelința) község Kovászna megyében, Romániában. Központja Gelence, hozzá tartozik Haraly.

## Népessége
A 2011-es népszámlálás adatai alapján a község népessége 4815 fő volt.